# Muhamed Hadžijamaković
Muhamed-efendija Hadžijamaković (1812 nebo 1814/1815 Sarajevo, osmanská říše – 25. srpna 1878 Sarajevo, osmanská říše) byl bosenskohercegovský islámský duchovní a pedagog bosňáckého původu.

## Životopis
Základní vzdělání v islámských vědách získal v rodném Sarajevu, kde navštěvoval mekteb a medresu. Ve studiu pokračoval v Istanbulu, kde ale strávil pouze devět měsíců. Po návratu do vlasti působil jako učitel, muallim, v mektebu ve Vareši. Od roku 1864 opět pobýval v Sarajevu, kde získal místo šejcha v Gazi Husrev-begově hanikahu, dervišském konviktu. Mezi lety 1875 a 1878 se jako vojenský imám účastnil bojů osmanského vojska proti křesťanským povstalcům ve východní Bosně. Roku 1878 patřil mezi vůdce muslimů, kteří povstali proti habsburské okupaci Bosny a Hercegoviny. Sám se účastnil bojů u městečka Žepče a poté v Sarajevu. Dobrovolně se vzdal vojsku generála Josipa Filipoviće a stanul před polním soudem. Ten jej 25. srpna 1878 odsoudil k trestu smrti oběšením.
Muhamed se ve Vareši oženil s dcerou místního šejcha Sirriho Latifa, s níž přivedl na svět dvě dcery, Umihanu (vzdala se za Ibrahim-agu Zlatara) a Fatimu (vdala se za Muhamed-agu Cica). Po předčasném úmrtí své ženy se oženil podruhé s Hasnou Hasanagić (?–1887), která mu porodila dceru Dervišu a tři syny, Abdullaha (?–1931), Ahmeda (1870–1931) a Muhameda (1872–1937). Syn Abdullah byl imámem v sarajevské nemocnici, Ahmed po studiích doma a v Istanbulu zaujal otcovo místo v hanikahu a nejmladší Muhamed byl islámským učitelem, nejprve v medrese a pak na základní škole.